# Swiss Crown
Die Swiss Crown ist ein 2000 fertiggestelltes Kabinenfahrgastschiff der Scylla AG in Basel, das im Voyage-Charter von verschiedenen Reiseanbietern auf Donau, Rhein, Main und Mosel eingesetzt wird.

## Geschichte
Die Swiss Crown wurde im Winter 1999/2000 auf der Scheepswerf Grave in Grave gebaut. Der Innenausbau wurde anschließend von der Scheepstimmerbedrijf Da-Capo in  Hardinxveld-Giessendam ausgeführt. Am 5. April 2000 wurde das Schiff in Koblenz von der deutschen Prinzessin Marie-Louise zu Schaumburg-Lippe getauft. Bis 2007 bestand ein Zeit-Charter-Vertrag mit der Transocean Tours Touristik GmbH. Anschließend wurde sie bis 2011 von Phoenix Reisen eingesetzt. Seit 2012 wird sie für einzelne Reisen oder als Hotelschiff von verschiedenen Unternehmen angemietet. Das Schiff erhielt bei Wechsel des Chartervertrages jeweils eine andere Farbgebung.
In der Nacht vom 18. zum 19. September 2019 rammte das Schiff oberhalb von Trier die Eisenbahnbrücke in Konz. Dabei wurde das Dach des Ruderhauses abgerissen und das Oberdeck verwüstet. Unfallursache war das nicht ausreichend abgesenkte Ruderhaus.

## Ausstattung und Technik

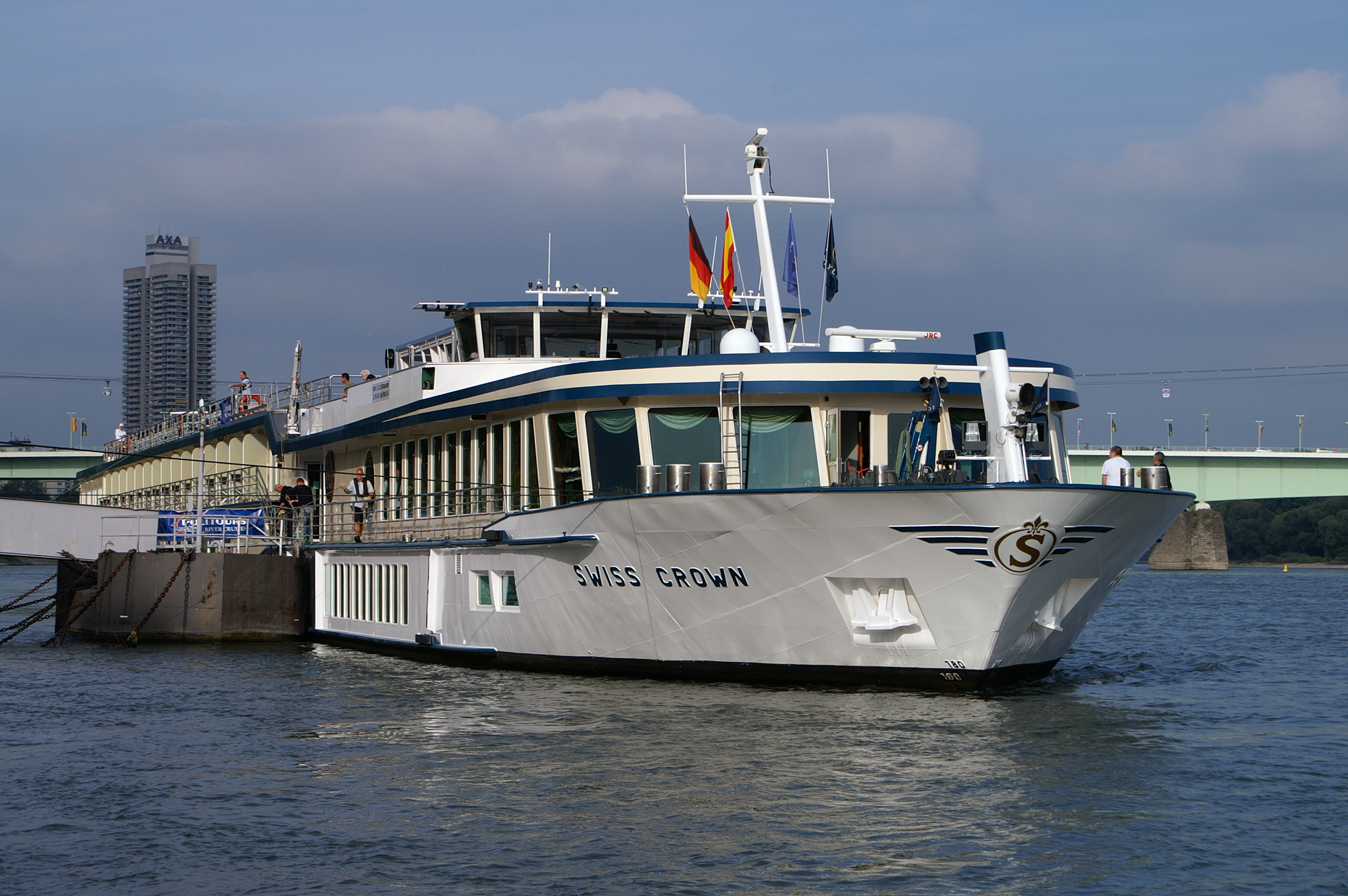
Bugansicht der Swiss Crown

Die Swiss Crown ist ein Dreideck-Kabinenschiff der 4-Sterne-Plus-Kategorie mit 72 Doppelkabinen, drei Dreibettkabinen und einer Einzelkabine. Die Kabinen sind klimatisiert und jeweils mit Dusche, Toilette, Fernsehgerät, Telefon und Safe ausgestattet. Die Kabinen für die 36-köpfige Mannschaft befinden sich im hinteren Bereich des Unterdecks. Neben der im Oberdeck in vorderen Mittelschiff liegenden Eingangshalle mit Rezeption befindet sich der Panoramasalon mit Bar. Das Bordrestaurant, eine Bibliothek und das Ausflugsbüro liegen in der vorderen Hälfte des Hauptdecks. Im Unterdeck wurde ein Wellnessbereich mit Sauna, Solarium und Dampfbad eingerichtet. Das Sonnendeck ist mit Whirlpool, Schachspiel, Liegestühlen und mit mittels viertelkugelförmigen Sonnensegeln schützbaren Sitzgruppen ausgestattet. Haupt- und Oberdeck sind mit einem Aufzug verbunden.
Sie wird von zwei Caterpillar Dieselmotoren Typ 3508 à 783 kW mit zwei gegensinnig rotierenden Ruderpropellern vom Typ Veth-Z-Drive 800A-CR angetrieben, zusätzlich verfügt das Schiff über eine Bugstrahlanlage Veth-Jet vom Typ 2-K-1000 NR, die von einem 283 kW starken Elektromotor angetrieben wird. Die Stromversorgung an Bord wird im Fahrbetrieb und im Hafenbetrieb durch zwei Dieselgeneratoren Caterpillar 3406 DIT und einem Notstromgenerator John Deere 6068 D sichergestellt.